# Urugwiro
Urugwiro Village est le bureau du président du Rwanda, situé dans le secteur de Kacyiru de la capitale rwandaise, Kigali. Il a été initialement construit pour accueillir le sixième sommet France-Afrique, le 21 mai 1979. Urugwiro signifie « hospitalité » en kinyarwanda.